# منطقه کلان‌شهری سانتیاگو
منطقه کلان‌شهری سانتیاگو (به اسپانیایی: Santiago Metropolitan Region) یکی از منطقه‌های شیلی است که منطقه مادرشهری می‌باشد.
طبق آمار سال ۲۰۱۷، این منطقه ۷٬۱۱۲٬۸۰۸ نفر جمعیت دارد.

## نگارخانه

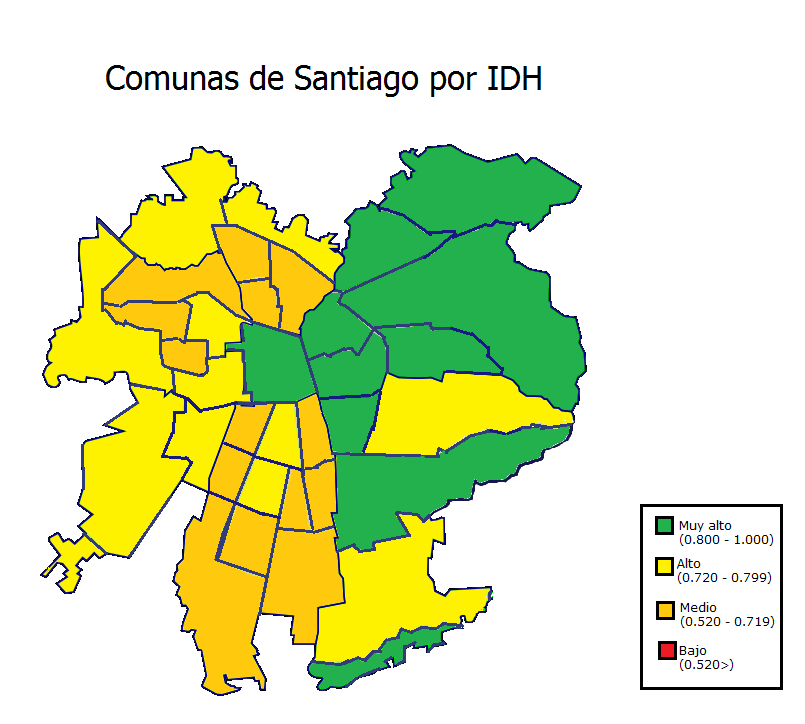
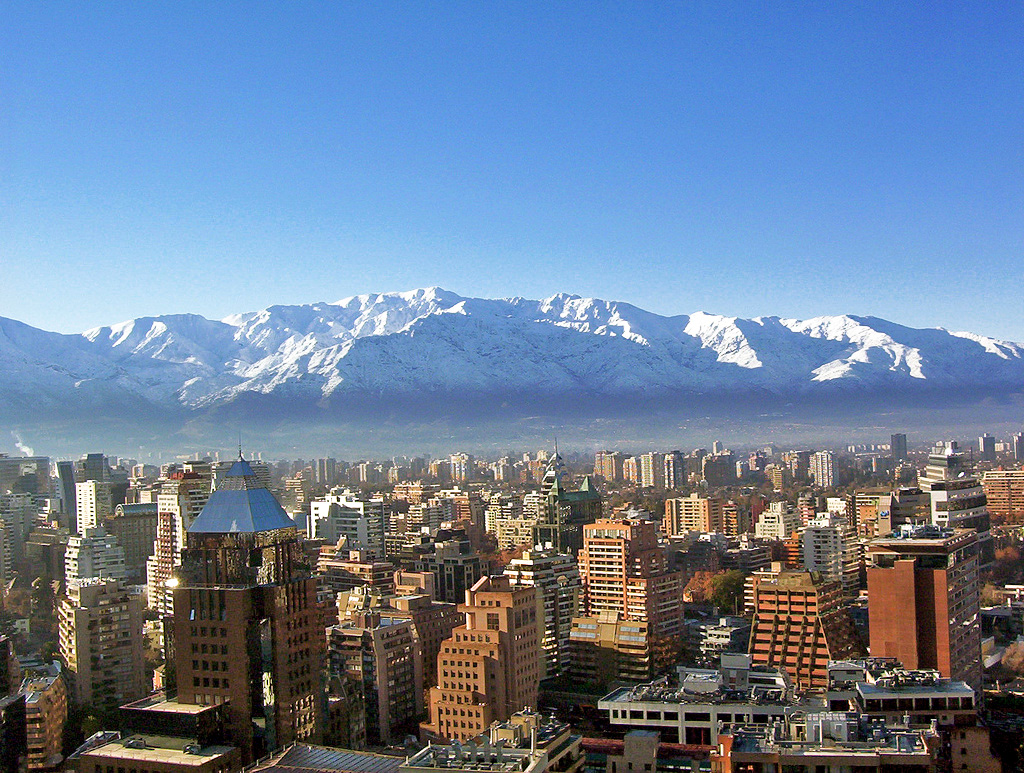
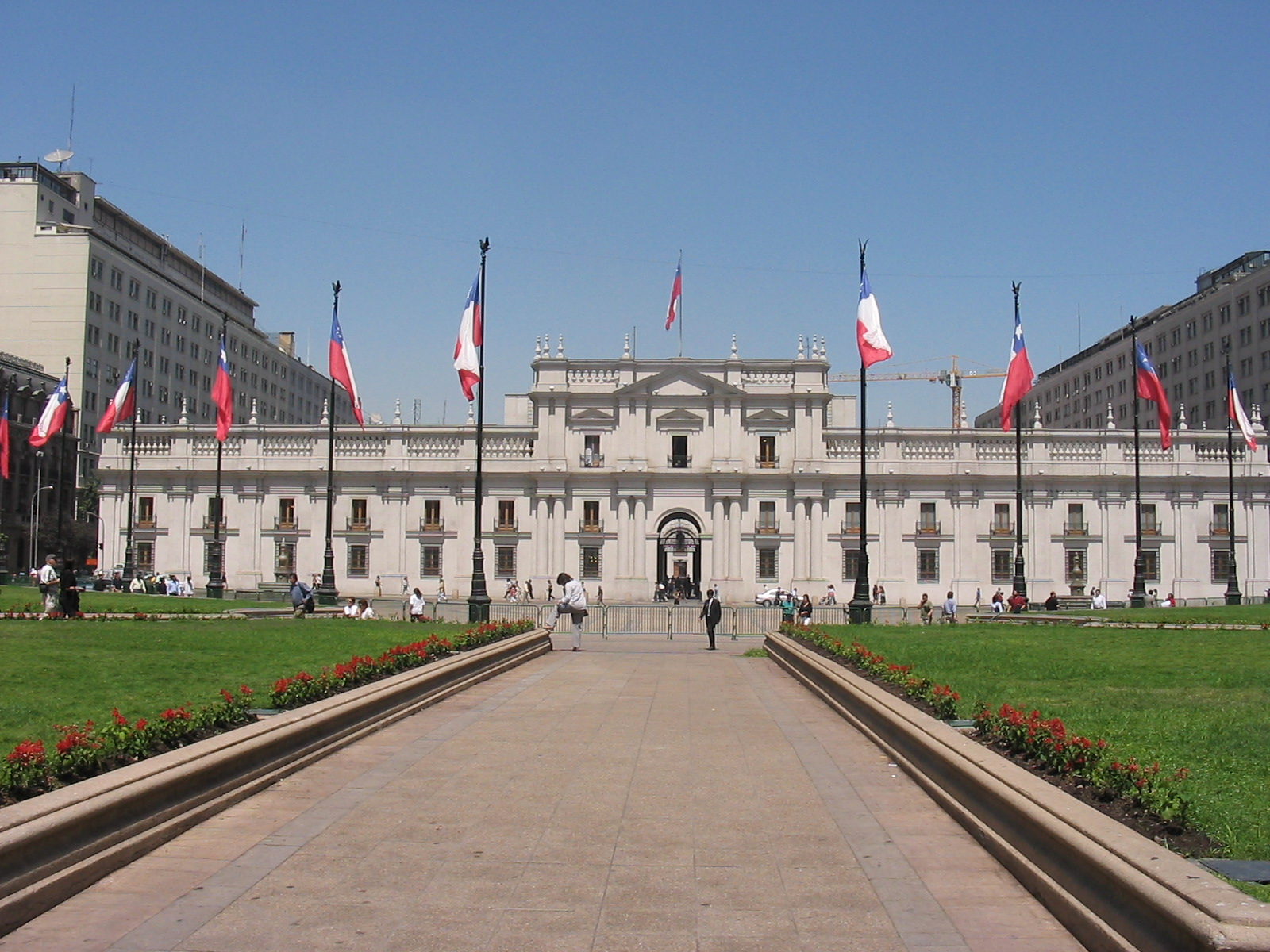
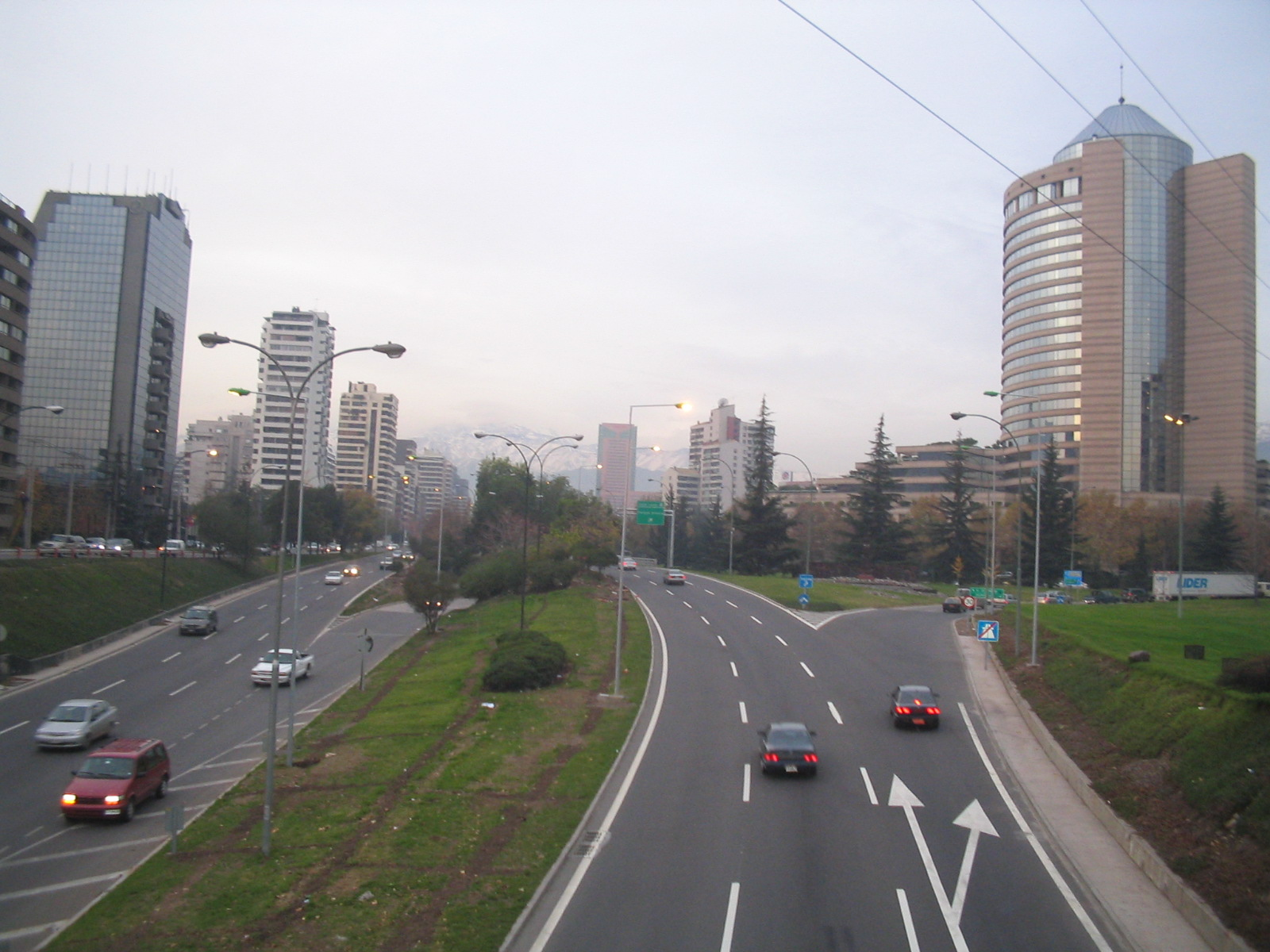
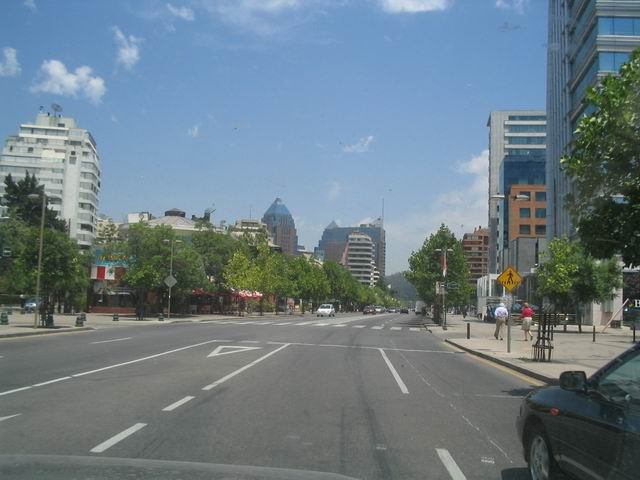
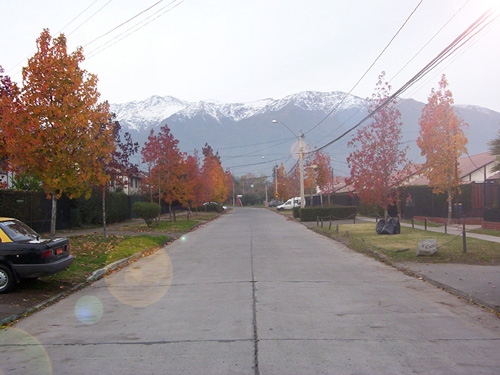
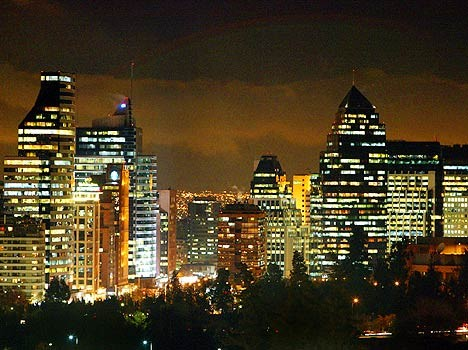
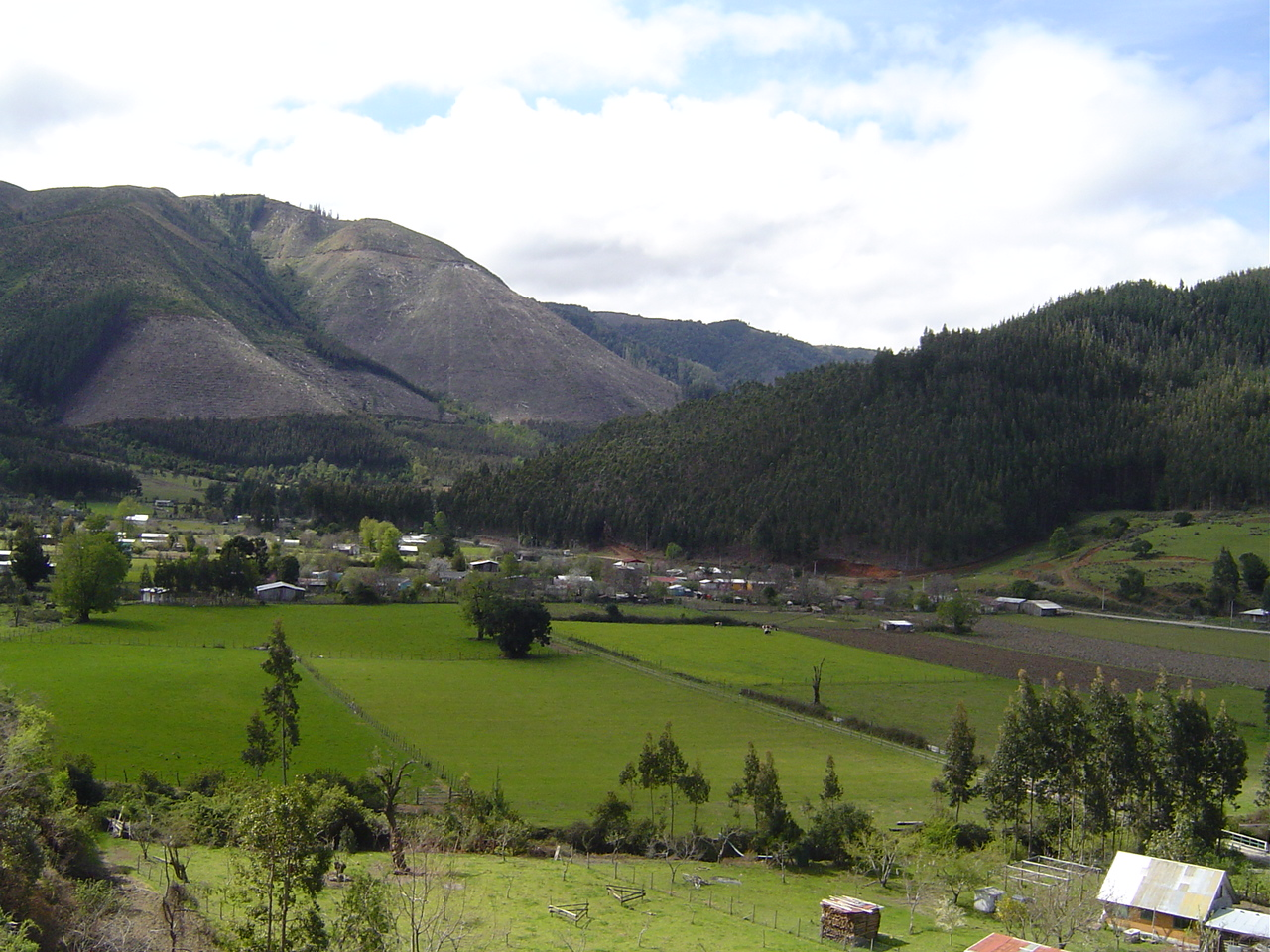
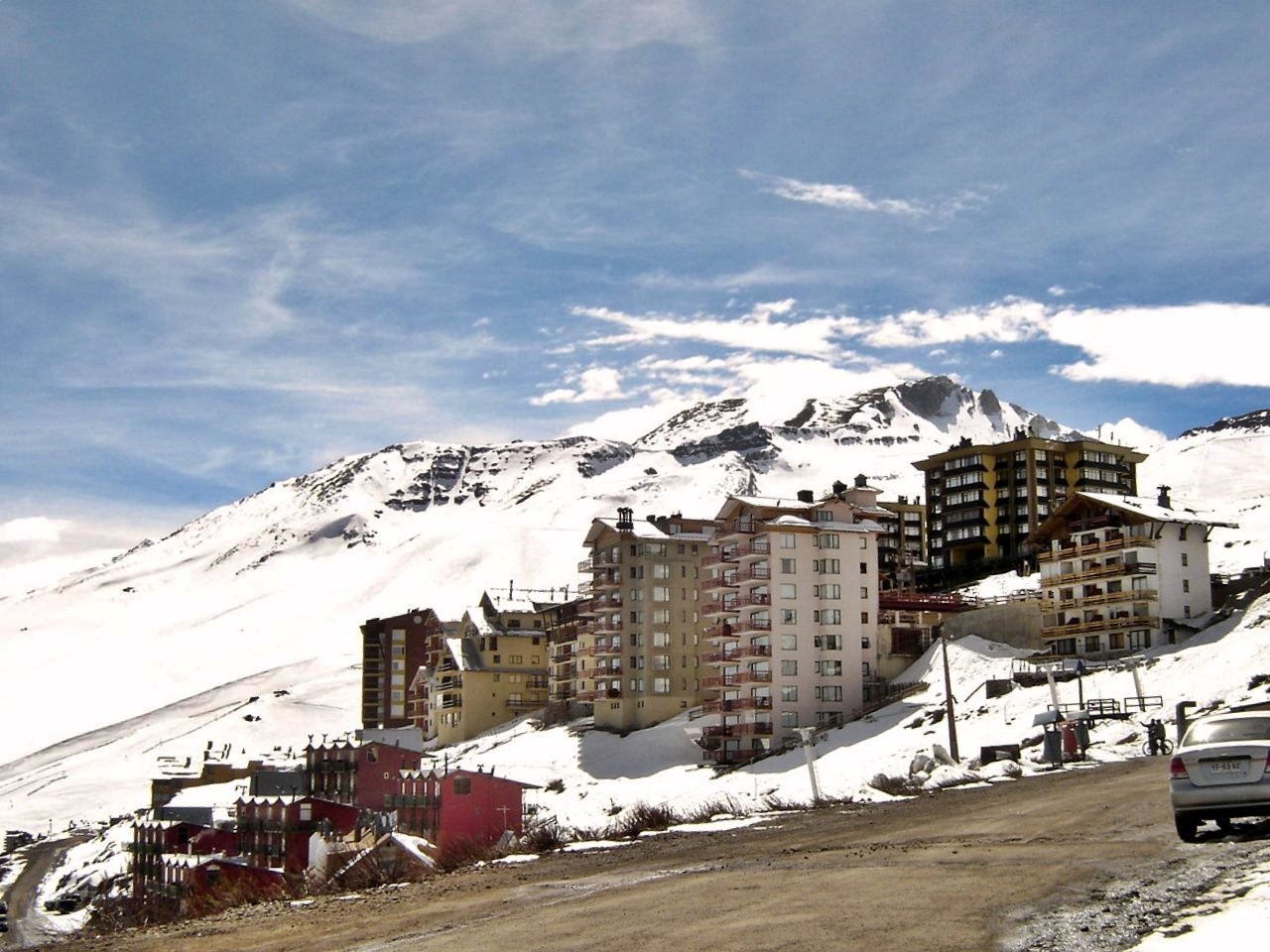
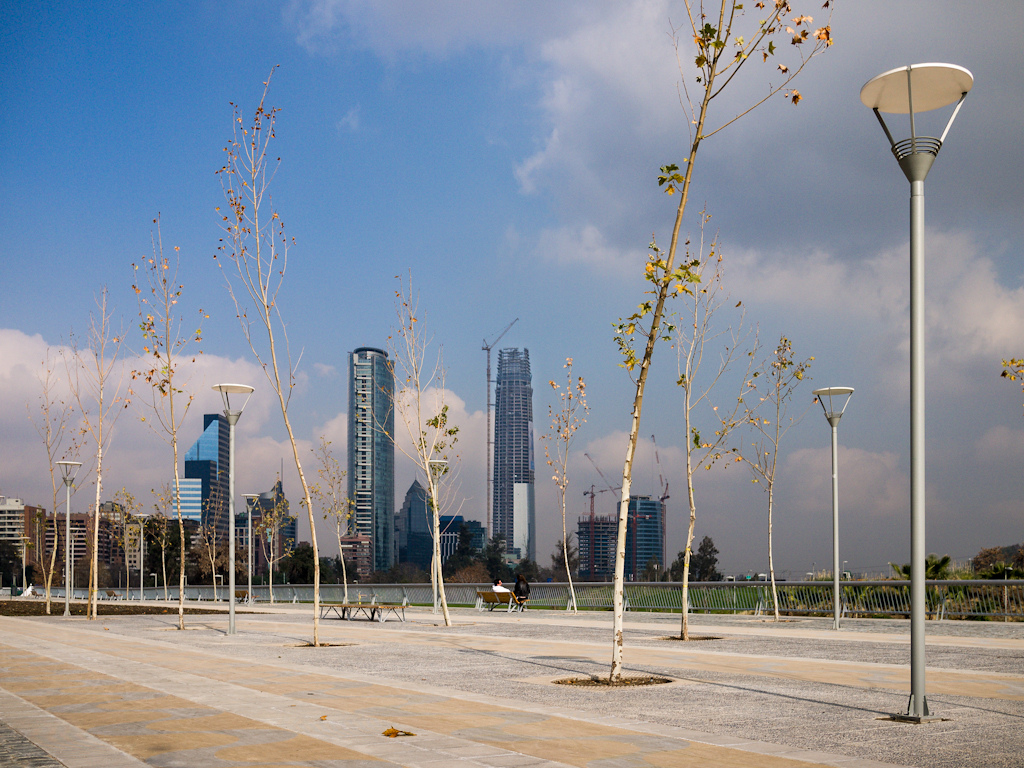
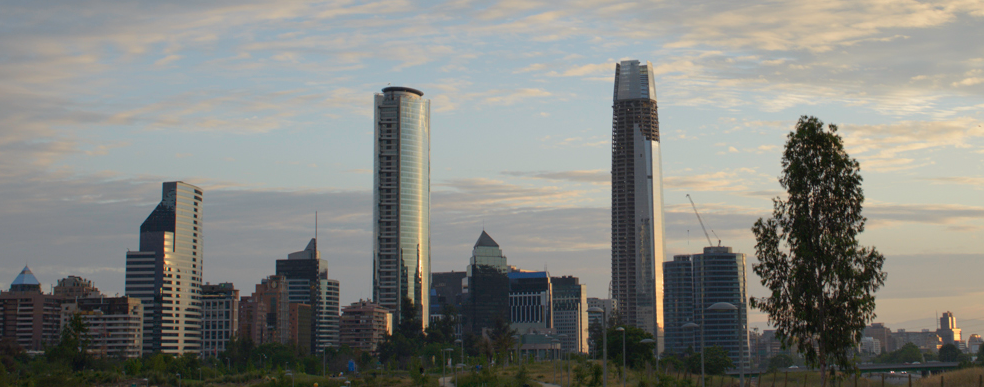
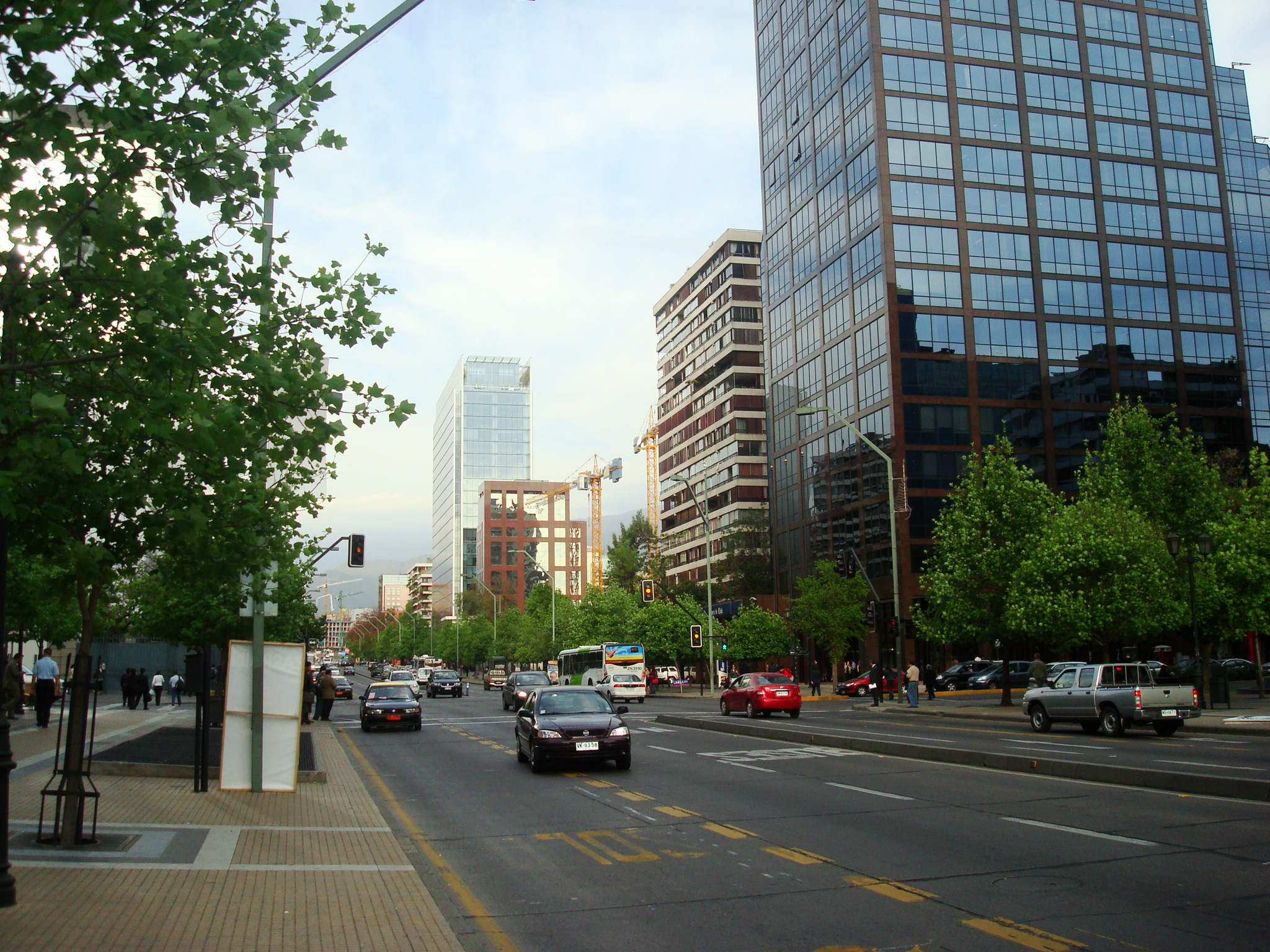
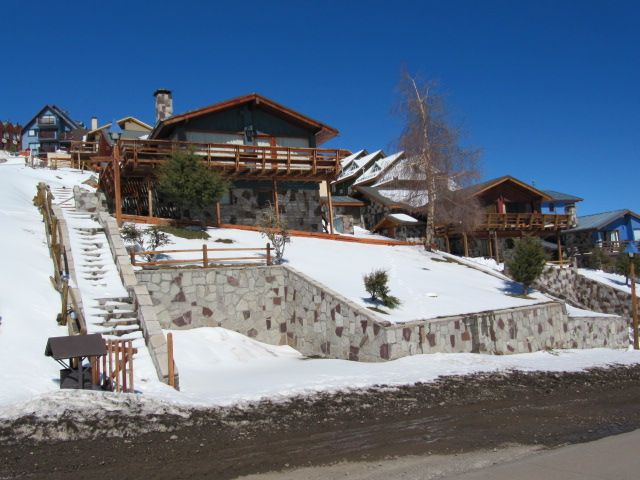
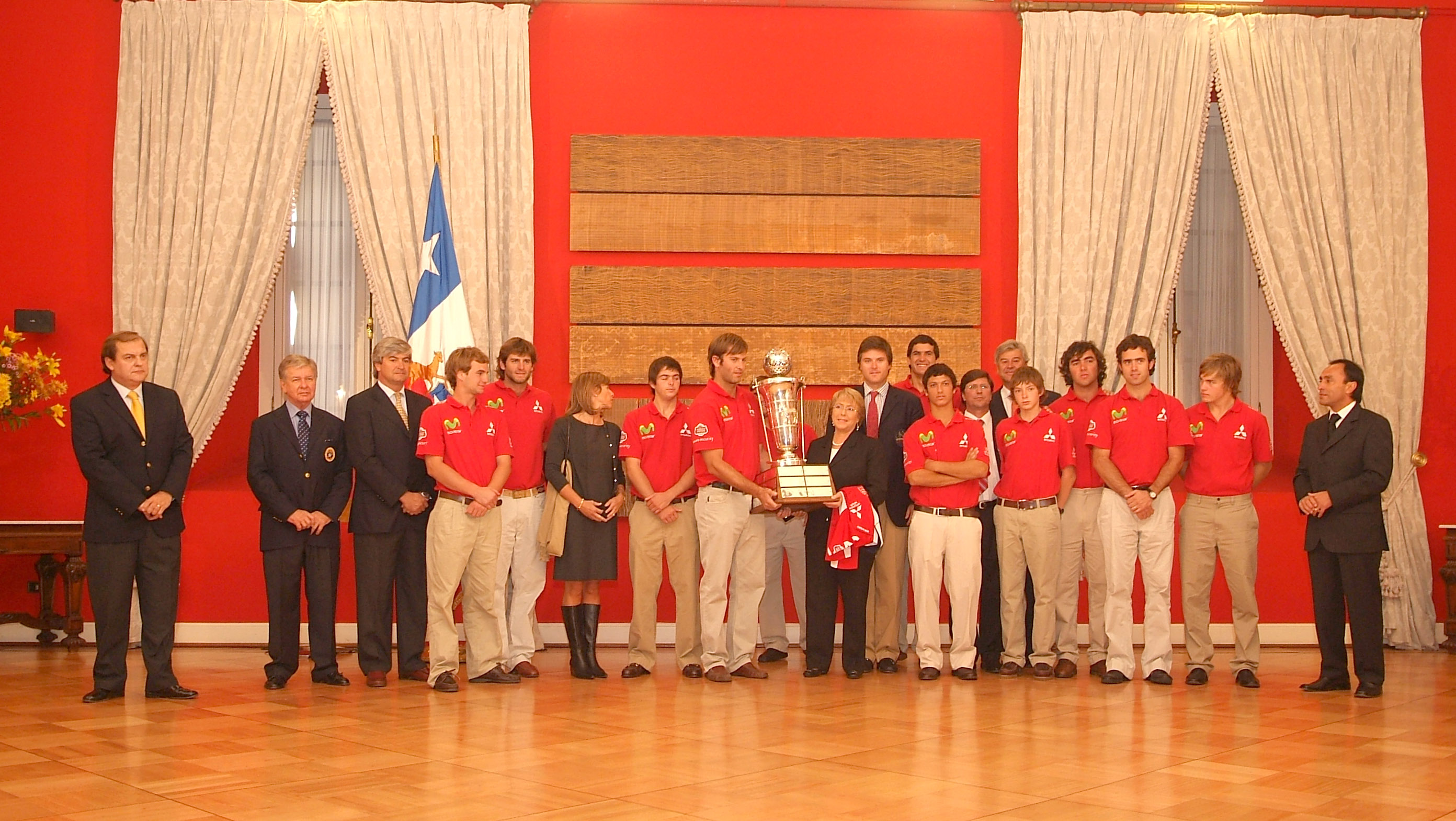